# ارنباو
شهر ارنباو (به آلمانی: Ornbau) در ایالت بایرن در کشور آلمان واقع شده‌است.